# سیتون لوید
سیتون هوارد فردریک لوید (انگلیسی: Seton Lloyd; ۳۰ مهٔ ۱۹۰۲ – ۷ ژانویهٔ ۱۹۹۶) (۳۰ مهٔ ۱۹۰۲ – ۷ ژانویهٔ ۱۹۹۶) یک باستان‌شناسی انگلیسی بود. او رئیس مدرسهٔ باستان‌شناسی بریتانیا در عراق، مدیر مؤسسهٔ باستان‌شناسی بریتانیا در آنکارا (رئیس، ۱۹۴۸–۱۹۶۱)، و استاد باستان‌شناسی آسیای غربی در مؤسسهٔ باستان‌شناسی دانشگاه لندن (۱۹۶۲–۱۹۶۹) بود.

## زندگی‌نامه
لوید در ۳۰ مهٔ ۱۹۰۲ در بیرمنگام، انگلستان زاده شد. او پس از تحصیل در مدرسه آپینگهم، در مدرسه معماری انجمن معماری لندن آموزش دید و در سال ۱۹۲۶ به‌عنوان معمار صلاحیت حرفه‌ای یافت.
نخستین تجربهٔ باستان‌شناسی او در عمارنه رقم خورد، جایی که هنری پل فرانکفورت برای انجمن اکتشافی مصر در حال کاوش بود. در سال ۱۹۳۰، فرانکفورت از لوید دعوت کرد تا در کاوش‌های بعدی‌اش زیر نظر مؤسسه خاورشناسی دانشگاه شیکاگو وابسته به دانشگاه شیکاگو شرکت کند. این کاوش‌ها در چند محوطه در درهٔ رود دیاله بین سال‌های ۱۹۳۰ تا ۱۹۳۷ انجام شد. لوید در سال‌های ۱۹۳۷ تا ۱۹۳۹ با جان گارستنگ در مرسین در جنوب ترکیه برای دانشگاه لیورپول به کاوش پرداخت.
در سال ۱۹۳۹، لوید به‌عنوان مشاور باستان‌شناسی در ادارهٔ آثار باستانی عراق منصوب شد؛ جایی که در تأسیس موزه ملی عراق و سامان‌دهی مجدد موزه گرترود بل نقش کلیدی داشت. او با تربیت باستان‌شناسان عراقی و همکاری با همکاران عراقی در چندین پروژهٔ مهم کاوش، از جمله در تل عقیر، اریدو، دور شاروکین از دوره امپراتوری آشور، و آباره سناخریب در جروان مشارکت داشت.
او جانشین مکس مالوان به‌عنوان رئیس مدرسه باستان‌شناسی بریتانیا در عراق شد. در سال ۱۹۴۸، او مدیر مؤسسهٔ باستان‌شناسی بریتانیا در آنکارا شد. وی با پژوهشگرانی چون جیمز ملارت، یکی از نخستین پژوهشگران این مؤسسه، در کاوش‌های تپه بیجه‌سلطان در غرب آناتولی همکاری کرد. همچنین در پولاتلی، هاران، سلطان‌تپه و دیگر محوطه‌های آناتولی نیز کاوش‌هایی انجام داد. پس از او، مایکل گاف مدیریت مؤسسهٔ آنکارا را بر عهده گرفت.
او در ۷ ژانویهٔ ۱۹۹۶ در فارینگدون، انگلستان درگذشت.

## آثار اصلی
- Sennacherib's Aqueduct at Jerwan, with Thorkild Jacobsen (1935) ــ (آب‌گذر سناخریب در جروان)
- Mesopotamia: Excavations on Sumerian Sites (۱۹۳۶) ــ (بین‌النهرین: کاوش‌هایی در محوطه‌های سومری)
- Pre-Sargonid Temples in the Diyala Region, with Pinhas Delougaz (1942) ــ (نیایشگاه‌های پیشاسارگونی در منطقه دیاله)
- Ruined Cities of Iraq (۱۹۴۲) ــ (شهرهای ویران‌شدهٔ عراق)
- Twin Rivers: A Brief History of Iraq from the Earliest Times to the Present Day (۱۹۴۳) ــ (دو رودخانه: تاریخ مختصر عراق از کهن‌ترین زمان‌ها تا امروز)
- Foundations in the Dust: A Story of Mesopotamian Exploration (1947, revised edition ۱۹۸۰) ــ (بنیان‌ها در غبار: داستانی از اکتشافات بین‌النهرینی)
- Early Anatolia: A Description of Early Civilisation in Asia Minor, As Revealed by the Last Half-Century of Excavating and Exploration (۱۹۵۶) ــ (آناتولی نخستین: توصیفی از تمدن‌های آغازین در آسیای صغیر، بر پایهٔ پنجاه سال کاوش و پژوهش)
- The Art of the Ancient Near East, 'The World of Art Library' series (1961) ــ (هنر خاور نزدیک باستان)
- Beycesultan, with جیمز ملارت (۱۹۶۲–۱۹۶۵) ــ (بِیجه‌سلطان)
- Mounds of the Ancient Near East (۱۹۶۳) ــ (تپه‌های خاور نزدیک باستان)
- Early Highland Peoples of Anatolia (۱۹۶۷) ــ (مردمان کوهستان‌نشین آغازین در آناتولی)
- Private Houses and Graves in the Diyala Region, with Pinhas Delougaz and Harold D. Hill (1967) ــ (خانه‌ها و گورهای خصوصی در منطقه دیاله)
- Ancient Architecture: Mesopotamia, Egypt, Crete, Greece, with Hans Wolfgang Müller and Roland Martin (1974) ــ (معماری باستان: بین‌النهرین، مصر، کرت، یونان)
- The Archaeology of Mesopotamia from the Old Stone Age to the Persian Conquest (۱۹۷۸) ــ (باستان‌شناسی بین‌النهرین از عصر سنگ کهن تا فتح پارسیان)
- The Interval (۱۹۸۶) ــ (فاصله)
- Ancient Turkey: A Traveller's History of Anatolia (۱۹۸۹) ــ (ترکیهٔ باستان: تاریخ آناتولی برای سفرنامه‌خوانان)

## مطالعهٔ بیشتر
- Daniel, Glyn Edmund; کریستوفر چیپیندیل. The Pastmasters: Eleven Modern Pioneers of Archaeology: V. Gordon Childe, Stuart Piggott, Charles Phillips, Christopher Hawkes, Seton Lloyd, Robert J. Braidwood, Gordon R. Willey, C.J. Becker, Sigfried J. De Laet, J. Desmond Clark, D.J. Mulvaney. نیویورک: تیمز اند هادسن، ۱۹۸۹ (جلد سخت، شابک ‎۰-۵۰۰-۰۵۰۵۱-۱).